# Павельев, Николай Васильевич
Николай Васильевич Павельев — советский военный, государственный и политический деятель, генерал-лейтенант.

## Биография
Родился в 1917 году в деревне Ивницы. Член КПСС.
С 1938 года — на военной службе, общественной и политической работе. В 1938—1977 гг. — красноармеец, старшина-писарь административно-строевого отдела, заместитель политрука авиабазы в КВО, участник Отечественной войны, заместитель командира роты по политчасти, заместитель по политчасти отдельного инженерно-аэродромного батальона, старший инструктор по оргпартработе политотдела истребительной авиадивизии, политотдела Фрунзенского военного авиационного училища летчиков, замначальника политотдела истребительной авиадивизии, инспектор оргинструкторского отдела по политорганам ВВС политуправления Северного военного округа, замполит истребительной авиадивизии, первый заместитель начальника политического отдела 22-й воздушной армии, замполит полигона Байконур, член Военного Совета Смоленской ракетной армии, заместитель по политчасти начальника Главного управления эксплуатации ракетного вооружения.
Делегат XXIII и XXIV съездов КПСС.
Умер в Москве в 1988 году.